# Шведська фіка

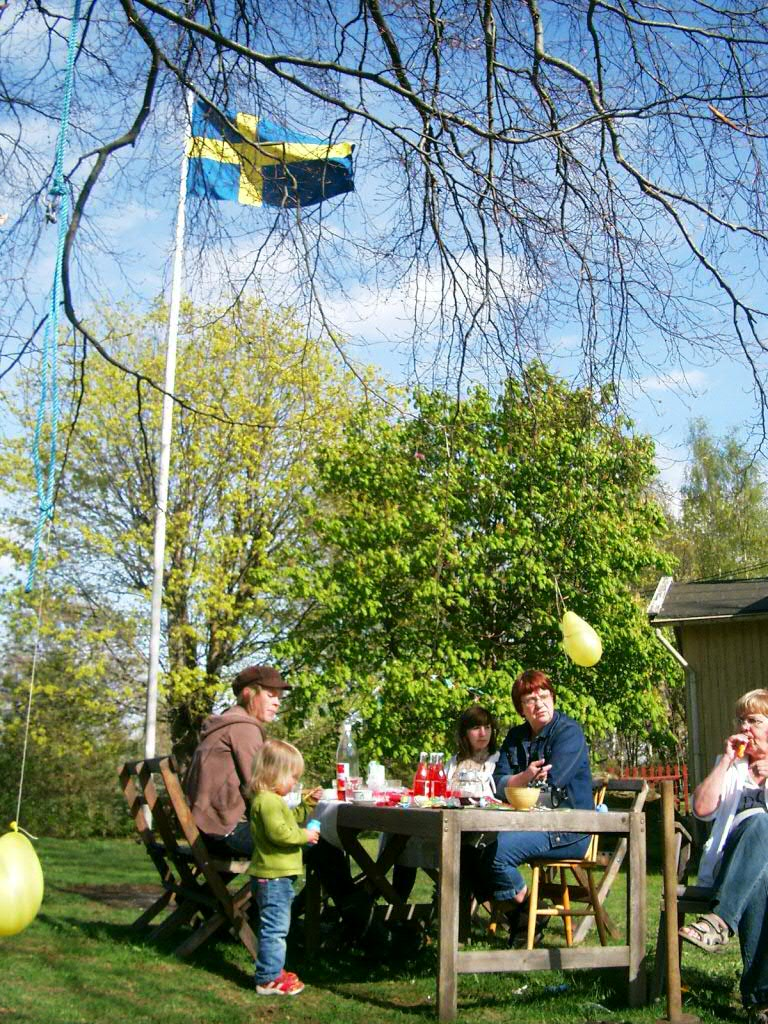

Фіка (швед. fika) — шведська традиція робити перерву на каву в будь-який час, як вранці, так і ввечері.
У шведській мові слово fika є як іменником, що означає власне перерву, так і дієсловом, що описує його виконання. Шведи вважають за краще не перекладати слово «фіка». Це одне з перших слів, які ви дізнаєтеся при відвідуванні Швеції.
Фіка набагато більше, ніж кава: пропустити фіку, з точки зору шведа, поганий тон. Фіка може бути на роботі, вдома, в кафе. Це може бути з колегами, сім'єю, друзями або з людиною, з якою ви бажаєте познайомитись. Супутні солодощі мають вирішальне значення. Булочки з корицею, тістечка, печиво є невід'ємною частиною фіки. На роботі перерви шведи влаштовують кожні дві години, і тривають вони не більше 15 хвилин.
У 2007 році жителі міста Кальмар встановили рекорд, зібравши найбільшу зареєстровану фіку, в якій взяли участь 2620 осіб. Для того, щоб побити цей рекорд, скандинавський виробник кави Gevalia влаштував подібні заходи у 2009 році в десяти містах. Новим рекордсменом став Естерсунд, в якому на фіку прийшли 3563 жителів і гостей міста.